# Alfred Baldamus

Alfred Baldamus

Ernst Alfred Hugo Baldamus (* 5. Dezember 1856 in Wernigerode; † 30. Dezember 1908 in Wiesbaden) war ein deutscher Pädagoge und Historiker.

## Leben
Alfred Baldamus besuchte das Gymnasium seiner Vaterstadt, das er 1876 mit dem Reifezeugnis verließ. Er studierte Geschichtswissenschaft an den Universitäten von Göttingen, Heidelberg, Leipzig und Berlin. Am 5. Mai 1879 wurde er von der Philosophischen Fakultät der Universität Leipzig aufgrund seiner Dissertation über Das Heerwesen unter den späteren Karolingern promoviert. Am 6. Februar 1880 bestand er in Leipzig das Examen für Kandidaten des höheren Schulwesens.
Seine erste pädagogische Anstellung erhielt er als Hauslehrer der Kinder des Reichstagsabgeordneten Franz Armand Buhl in Deidesheim. Ab Michaelis 1881 war er wissenschaftlicher Hilfslehrer am Nikolaigymnasium in Leipzig unter dem Rektorat von Theodor Vogel. Ostern 1882 wurde er als ständiger Oberlehrer an das Königliche Gymnasium in Dresden-Neustadt berufen. Zwei Jahre später, Ostern 1884, trat er als erster Historiker in das Kollegium des Königlichen Gymnasiums in Leipzig ein. Hier wirkte er als kenntnisreicher und begabter Pädagoge bis zu seinem überraschenden Tod während eines Kuraufenthaltes in Wiesbaden.
Am 4. Januar 1909 wurde er auf dem Friedhof der Evangelischen Kirchgemeinde Gohlis unter großer Anteilnahme beigesetzt.

## Wirken
Neben seiner Lehrtätigkeit veröffentlichte Baldamus zahlreiche Aufsätze in fachwissenschaftlichen Zeitschriften. Große Bekanntheit erlangte er durch die Bearbeitung von F. W. Putzgers Historischen Schul-Atlas und durch die Herausgabe historischer Schulwandkarten.
Als sein Hauptwerk gilt die völlige Neubearbeitung der Weberschen Weltgeschichte, die bis in die Gegenwart aufgelegt wird.

## Charakteristik
- Aus der Ansprache des Oberstudienrats Gerth, Rektors des König Albert-Gymnasiums, gehalten in der Parentationshalle des Gohliser Friedhofs am 4. Januar 1909:

Unser entschlafener Freund hatte ein warmes Herz für die Jugend, als ein Erzieher von Gottes Gnaden, der nachsichtig ist gegen Schwäche und Unbeholfenheit, mild gegen jugendliche Übereilung und Unbesonnenheit, streng nur gegen alles Niedrige und Unedle; es war eben ein Ausfluß seiner Herzensgüte, daß er lieber anerkannte als tadelte, daß er gern den guten Willen für die Tat nahm, daß er neben dem Mißlungenen bei seinen Schülern auch das Gute suchte und fand; aber zur Schwäche ist diese seine Milde nie geworden, und ein tadelndes Wort von ihm wirkte mehr, als es strenge Strafen vermocht hätten.

## Publikationen (Auswahl)
- Das Heerwesen unter den späteren Karolingern, Koebner, Breslau 1879.
- F. W. Putzgers historischer Schul-Atlas zur alten, mittleren und neuen Geschichte in 59 Haupt- und 57 Nebenkarten, Velhagen & Klasing, Bielefeld 1891.
- Chronik der Familie Baldamus, Versuch e. Familiengeschichte. Pries, Leipzig 1894 Digitalisat
- mit Eduard Gäbler: Sammlung historischer Schulwandkarten, Lang, Leipzig 1895ff.
- Das König-Albert-Gymnasium in Leipzig während der ersten fünfundzwanzig Jahre seines Bestehens 1880–1905, A. Edelmann, Leipzig 1905. (Digitalisat)
- Georg Weber: Lehr- und Handbuch der Weltgeschichte. Unter Mitwirkung von Richard Friedrich u. a. Vollständig neu bearbeitet von Alfred Baldamus, 21. Aufl., Bd. 1–4, Nebst Ergänzungs-Bd., Engelmann, Leipzig 1902–1909.